# Klagstorp
Klagstorp är en tätort i Trelleborgs kommun och kyrkby i Östra Klagstorps socken på Söderslätt i Skåne. 

## Historia
Byn ska enligt legenden fått sitt namn efter kung Harald Klak som lär ha bott i trakten på 800-talet. Vikingen Gånge-Rolf fick år 911 det franska landskapet Normandie som förläning, vilket ska vara anledningen till den skånska klangen hos vissa ortnamn där, bl.a. Claxtorp.
Klagstorp, beläget i Vemmenhögs härad, uppstod som stationssamhälle efter fullbordandet av Börringe-Östratorps järnväg (BÖJ) år 1887. År 1890 tillkom även Trelleborg-Klagstorps Järnväg (TKJ), som 1894 övertogs av Trelleborg–Rydsgårds Järnväg (TRJ) som 1895 öppnade banan till Rydsgård. BÖJ förstatligades 1941 och TRJ 1943. Persontrafiken på TRJ upphörde 1956 och på BÖJ 1957, men godstrafik fanns på sträckan Trelleborg-Klagstorp-Jordberga fram till 1974.
I Östra Klagstorp uppfördes under första världskriget ett av nio spannmålslagerhus vilka fungerade som beredskapslager för livsmedel. Lagerhuset i Östra Klagstorp revs i början av 1990-talet.
Klagstorp var centralort i storkommunen Klagstorp som bildades 1952 och som 1967 uppgick i Trelleborgs stad.

### Befolkningsutveckling
| Befolkningsutvecklingen i Klagstorp 1960–2020       | Befolkningsutvecklingen i Klagstorp 1960–2020 | Befolkningsutvecklingen i Klagstorp 1960–2020 | Befolkningsutvecklingen i Klagstorp 1960–2020 | Befolkningsutvecklingen i Klagstorp 1960–2020 |
| --------------------------------------------------- | --------------------------------------------- | --------------------------------------------- | --------------------------------------------- | --------------------------------------------- |
|                                                     |                                               |                                               |                                               |                                               |
| År                                                  |                                               |                                               | Folkmängd                                     | Areal (ha)                                    |
| 1960                                                | 1960                                          |                                               | 378                                           |                                               |
| 1965                                                | 1965                                          |                                               | 406                                           |                                               |
| 1970                                                | 1970                                          |                                               | 370                                           |                                               |
| 1975                                                | 1975                                          |                                               | 348                                           |                                               |
| 1980                                                | 1980                                          |                                               | 359                                           |                                               |
| 1990                                                | 1990                                          |                                               | 332                                           | 37                                            |
| 1995                                                | 1995                                          |                                               | 334                                           | 37                                            |
| 2000                                                | 2000                                          |                                               | 338                                           | 37                                            |
| 2005                                                | 2005                                          |                                               | 341                                           | 38                                            |
| 2010                                                | 2010                                          |                                               | 323                                           | 38                                            |
| 2015                                                | 2015                                          |                                               | 548                                           | 107                                           |
| 2020                                                | 2020                                          |                                               | 599                                           | 104                                           |
| Anm.: sammanvuxen med Vallby 2015, som utbröts 2023 |                                               |                                               |                                               |                                               |

## Samhället
I Klagstorp ligger Östra Klagstorps kyrka, ritad av Helgo Zettervall. Klagstorps skola, med klasser upp till årskurs 6, ligger i byn.
Malmö folkbank öppnade ett kontor i Klagstorp den 22 mars 1911. Den uppgick senare i Industribanken som i sin tur uppgick i Nordiska Handelsbanken. När denna bank avvecklades övertogs kontoret av Sydsvenska banken. Sydsvenska banken blev senare Skånska banken som lämnade Klagstorp senare under 1900-talet.

## Personer från orten
Här föddes och levde filosofen Hans Larsson. I Hemmabyarna skildrar han sin uppväxt i slutet av 1800-talet.